# 沟颖草
沟颖草（学名：Sehima nervosa）为禾本科沟颖草属下的一个种。